# Nakamura Teijo

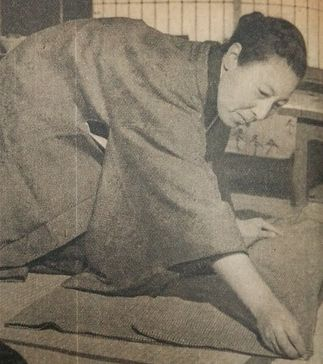
Nakamura Teijo

Nakamura Teijo (jap. 中村 汀女; * 11. April 1900 in Ezu, Landkreis Hōtaku (heute: Kumamoto); † 20. September 1988), eigentlich Nakamura Hamako (中村 破魔子,) war eine japanische Haiku-Dichterin der Shōwa-Zeit. Sie war Ehrenbürgerin der Stadt Kumamoto.

## Leben
Nakamura Teijo wurde am 11. April 1900 als einzige Tochter von Saitō Heishirō (斉藤 平四郎) und dessen Frau Tei (テイ) im Dorf Ezu, ehemaliger Landkreis Hōtaku (heute ein Teil der Stadt Kumamoto), Präfektur Kumamoto, geboren.
1912 besuchte sie die Mädchenoberschule (heute die Erste Oberschule) der Präfektur Kumamoto und beendete 1918 den Zusatzkurs derselben Lehranstalt. 1920 heiratete sie den aus Kumamoto stammenden Finanzbeamten Nakamura Shigeki (中村 重喜) und reiste mit diesem im Zuge beruflicher Versetzungen von Ort zu Ort im Land umher.
1934 wurde sie Mitglied im Kreis der Haiku-Zeitschrift Hototogisu und veröffentlichte ihre erste Haiku-Sammlung Shunsetsu (春雪, dt. „Frühlingsschnee“).
1947, nach dem Zweiten Weltkrieg, gründete sie die Haiku-Zeitschrift Kazabana (風花, dt. etwa „Windblumen“ bzw. im übertragenen Sinne „Schneeflocken“).
Nakamura Teijo bewunderte Sugita Hisajo und soll dieser zur Bekundung der Verehrung sogar Briefe („Fanpost“) gesendet haben. Sie wurde 1980 zum Bunka Kōrōsha, zur Person mit besonderen kulturellen Verdiensten, ernannt.